# Хикс, Мишель
Мише́ль Хикс (англ. Michele Hicks; 4 июня 1973, Эссекс, Нью-Джерси, США) — американская актриса. Дебютировала в кино в 1999 году, сыграв Пенни в фильме «Близнецы в Айдахо». Всего сыграла в 23 фильмах и телесериалах. В 2013 году Хикс спродюсировала два фильма — «Злой» и «Приключения Битла». В начале карьеры была успешной моделью.
С июля 2008 года Хикс замужем за актёром Джонни Ли Миллером, с которым встречалась два года до свадьбы. У супругов есть сын — Бастер Тимоти Миллер (родился 3 декабря 2008 года).
Хикс послужила прообразом для модной линейки Анны Суи Dolly Girl.